# Bazilije Seleucijski
Bazilije Seleucijski (u. poslije 468.), biskup i crkveni pisac. bio je biskup Seleukije (432. – 447.) kad se održavao Kalcedonski sabor, kojem je sam bio sudionikom 451. godine. Na tom je saboru uz Teodoreta i Prokla bio među najuplivnijim teolozima. Također je bio sudionikom Sinode koja se održala 448. u Carigradu.
Bazilije je 448. došao do formule da je Krist "potpun u božanstvu i isti potpun u čovještvu" odnosno diofizitska "jedan u dvije naravi", do koje je usputno, 433. došao Proklo Carigradski, i Ćiril Aleksandrijski koji je to formulirao u svojoj poslanici Laetentur caeli iz 433. godine. Bazilije je tu formulu rabio na synodus endemousa protiv Eutiha.

## Misli
- Nitko ne živi sam, nitko ne vjeruje sam. Bog nam upravlja svoju riječ i dok nam govori poziva nas u zajedništvo, stvara zajednicu, svoj narod, svoju Crkvu. Nakon Kristova odlaska Crkva je u svijetu znak njegove prisutnosti.[4]